# アーキエムズ
株式会社アーキエムズは、京都府京都市中京区に本社を置く設計事務所として設立、駐輪事業や不動産開発を手がける。

## 概要
1962年2月10日、京都市北区にて村田一級建築士事務所として創業。1999年に株式会社アーキエムズに社名変更。駐輪事業や、クラウドシステムサービスを展開。デベロップメント事業、モビリティ・マネジメント事業、システムサービス事業の3つの事業を行っている。
機械型駐輪システムを中心とした駐輪場の管理・運営を主力事業として全国に約450箇所以上、合計10万台以上の駐輪場を手がける。2010年・2011年には街の景観にマッチする駐輪場デザインにより、2年連続グッドデザイン賞を受賞。
2018年4月、株式会社アーキエムズ、株式会社ホテルエムズ、株式会社ガーネットの3社にてホテル事業における業務提携締結。

## 沿革
- 1962年（昭和37年）2月 - 京都市北区にて村田一級建築士事務所として創業
- 1969年（昭和44年）12月 - 株式会社村田建築事務所を設立
- 1999年（平成11年）11月 - 株式会社アーキエムズに社名変更
- 2001年（平成13年）4月 - 村田雅明が代表取締役社長に就任
- 2006年（平成18年）
  - 4月 - コンストラクションマネジメント業務受託開始。
  - 5月 - 駐輪場施設でのPiTaPa決済を開始。
- 2008年（平成20年）10月 - 自転車保管所開設。
- 2009年（平成21年）3月 - 自社ブランドマンション「Ex.（イクスピリオド）」が竣工。
- 2010年（平成22年）
  - 4月 - コミュニティサイクル「まちかどミナポート」運営開始。
  - 7月 - システムサービス事業開始。
  - 11月 - 「御池通まちかど駐輪場[4]」がグッドデザイン賞を受賞。
- 2011年（平成23年）
  - 9月 - 資本金を7,250万円へ増資。
  - 11月 - 「淀屋橋路上駐輪場[5]」がグッドデザイン賞を受賞。
  - 12月 - 放置自転車問題の解消及び自転車の安全ルール・マナー啓発や安全利用推進を行う団体、一般社団法人エシカル・サイクルを設立。
- 2012年（平成24年）10月 - 駐輪場管理運営70,000台・300箇所を達成。放置自転車の撤去管理システム「パーキング・アプリケーションズ」 リリース。
- 2013年（平成25年）4月 - 大阪市でコミュニティサイクル「うめぐるチャリ」運営開始。
- 2014年（平成26年）
  - 3月 - 駐輪場管理運営80,000台・350箇所を達成。
  - 10月 - 「ホテル グラン・エムズ京都」開業[6]。
- 2015年（平成27年）
  - 1月 - 京都市京都駅八条口西自転車駐車場及び京都市京都駅八条口東自転車駐車場の運営開始[7]。
  - 4月 - 京都市指定管理駐輪場17箇所の運営開始。
  - 6月 - 自社分譲マンション事業開始。
- 2016年（平成28年）
  - 6月 - 自社分譲マンション「京都市北区小山南上総町66番地」竣工。
  - 7月 -「エムズイン東山」開業[8]。
  - 10月 - 駐輪場管理運営100,000台・400箇所達成。
- 2017年（平成29年）
  - 2月 -「ホテル エムズ・プラス四条大宮」開業[9]。
  - 3月 -「ホテル エムズ・エスト四条烏丸」開業。
  - 8月 -「エムズ京都駅前ビル」竣工[10]。
- 2018年（平成30年）4月 - 同業のガーネットとの間でホテル事業における業務提携締結[3]。
- 2022年（令和4年）3月 - アークレイから、Bリーグ・京都ハンナリーズの運営会社であるスポーツコミュニケーションKYOTO株式会社の株を無償譲渡され、マツシマホールディングスと共にハンナリーズの運営に関わることとなる[11]。